# Astroloma pinifolium
Astroloma pinifolium är en ljungväxtart som först beskrevs av Robert Brown, och fick sitt nu gällande namn av George Bentham. Astroloma pinifolium ingår i släktet Astroloma och familjen ljungväxter. Inga underarter finns listade i Catalogue of Life.

## Bildgalleri

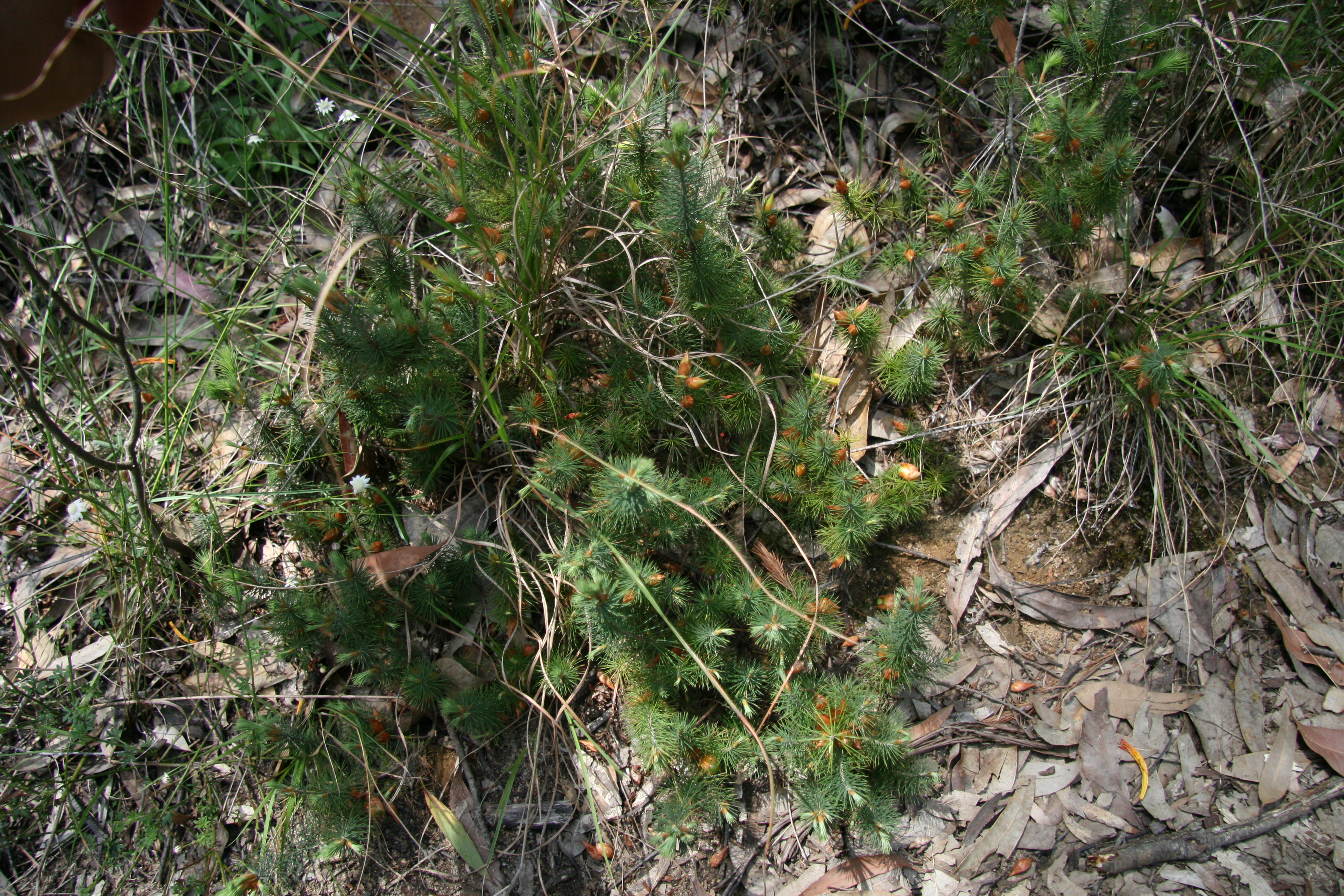